# Hope (Idaho)
Hope és una població dels Estats Units a l'estat d'Idaho. Segons el cens del 2000 tenia 79 habitants.

## Demografia
Segons el cens del 2000, Hope tenia 79 habitants, 34 habitatges, i 24 famílies. La densitat de població era de 76,3 habitants/km².
Dels 34 habitatges en un 29,4% hi vivien nens de menys de 18 anys, en un 64,7% hi vivien parelles casades, en un 2,9% dones solteres, i en un 29,4% no eren unitats familiars. En el 23,5% dels habitatges hi vivien persones soles el 8,8% de les quals corresponia a persones de 65 anys o més que vivien soles. El nombre mitjà de persones vivint en cada habitatge era de 2,32 i el nombre mitjà de persones que vivien en cada família era de 2,75.
Per edats la població es repartia de la següent manera: un 21,5% tenia menys de 18 anys, un 7,6% entre 18 i 24, un 22,8% entre 25 i 44, un 36,7% de 45 a 60 i un 11,4% 65 anys o més.
L'edat mediana era de 44 anys. Per cada 100 dones de 18 o més anys hi havia 106,7 homes.
La renda mediana per habitatge era de 24.500 $ i la renda mediana per família de 26.875 $. Els homes tenien una renda mediana de 50.833 $ mentre que les dones 31.250 $. La renda per capita de la població era de 19.468 $. Cap de les famílies i el 5,1% de la població estaven per davall del llindar de pobresa.

## Poblacions properes
El següent diagrama mostra les poblacions més properes.